# Dendrodochium epistomum
Dendrodochium epistomum är en lavart som beskrevs av Sacc. & Briard 1885. Dendrodochium epistomum ingår i släktet Dendrodochium och familjen Bionectriaceae.   Inga underarter finns listade i Catalogue of Life.